# Hampton Roads

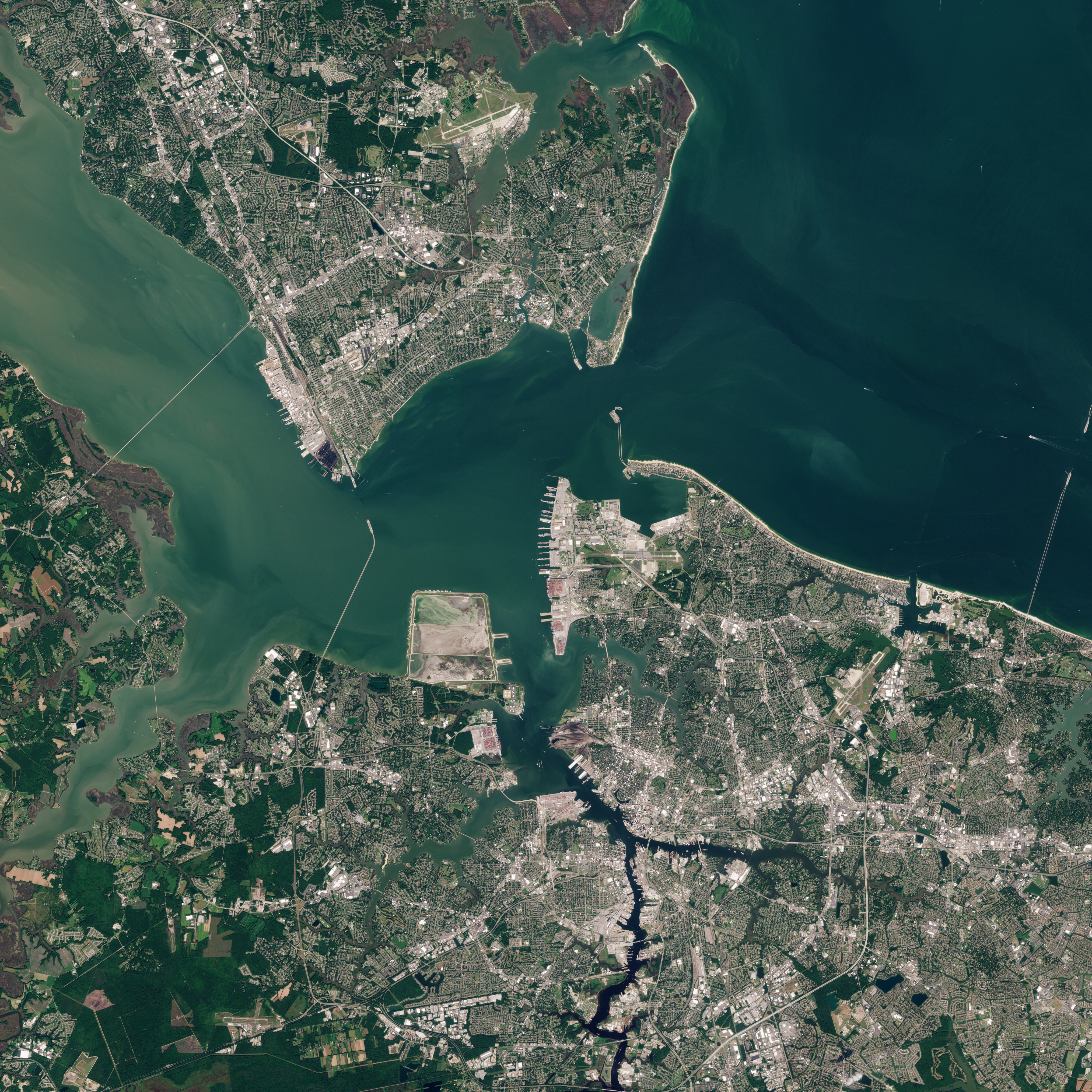
Hampton Roads från rymden 2018.

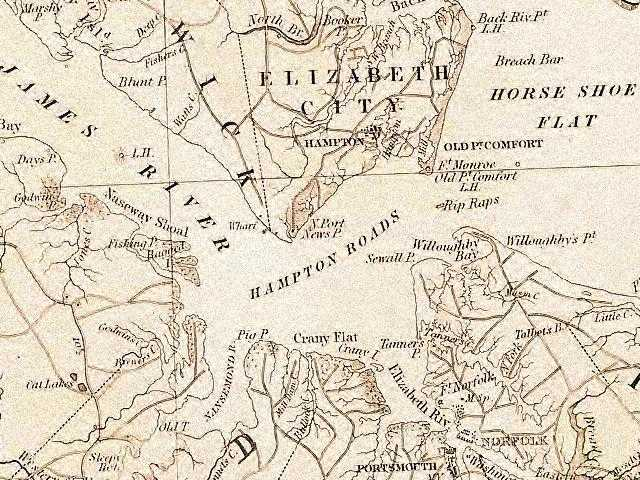
Hampton Roads karta från 1859.

Hampton Roads är en havsvik i Virginia, USA.
Städer runt viken inkluderar Norfolk, Chesapeake, Newport News, Hampton, Portsmouth, Suffolk, Poquoson och Williamsburg.
Floder som rinner ut i viken är Jamesfloden och Elizabethfloden.